# Rudziczka (Opole)
Rudziczka is een dorp in de Poolse woiwodschap Opole. De plaats maakt deel uit van de gemeente Prudnik en telt 911 inwoners.

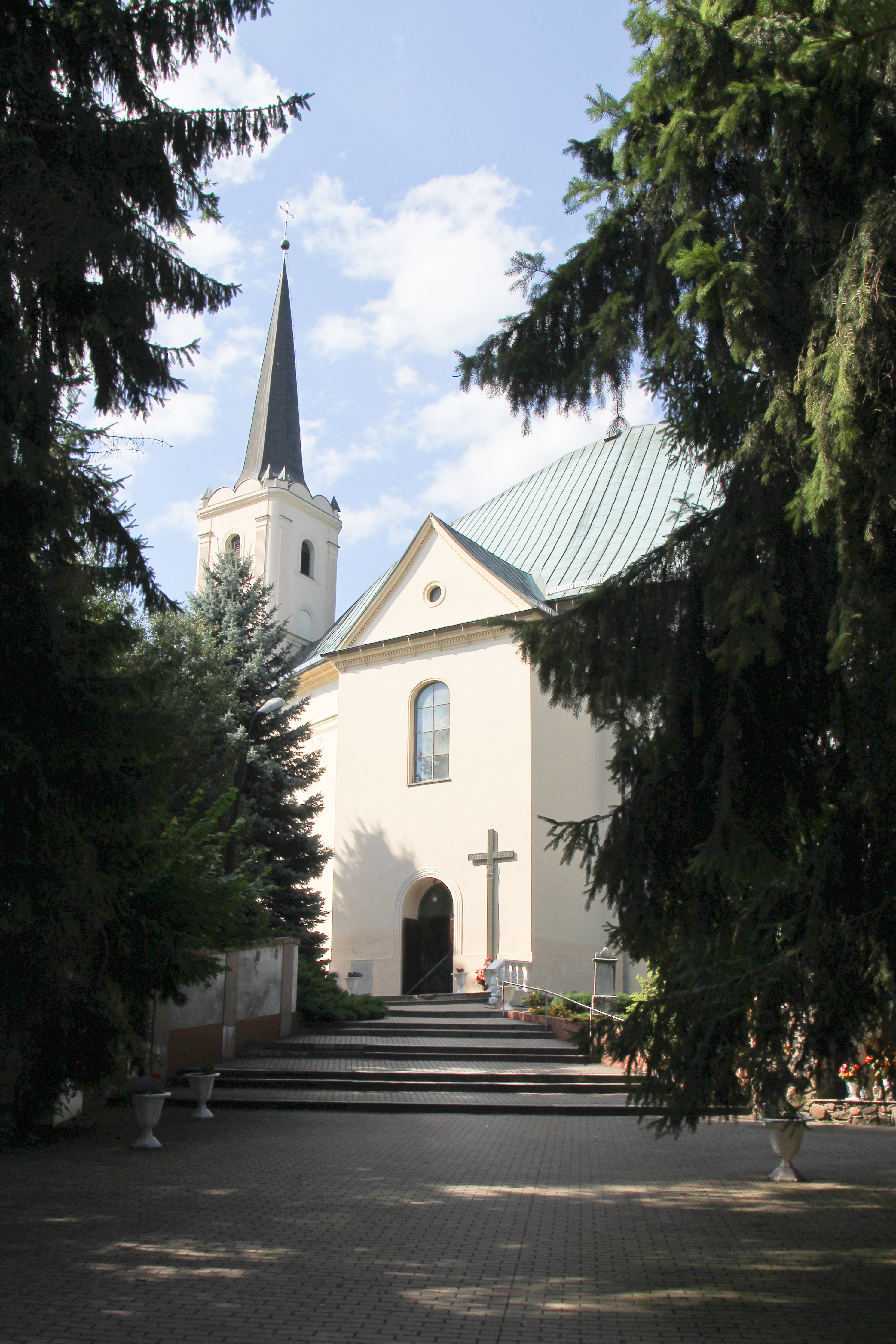